# Sparkasse Soest
Die Sparkasse Soest war eine öffentlich-rechtliche Sparkasse mit Sitz in Soest. Träger der Sparkasse war der Sparkassenzweckverband, der von der Stadt Soest und den Gemeinden Bad Sassendorf, Lippetal, Möhnesee und Welver gebildet wird. Satzungsgebiet der Sparkasse waren das Gebiet des Trägers und das Gebiet des Kreises Soest und der angrenzenden Kreise. Am 1. Januar 2018 wurde die Sparkasse Soest mit der Sparkasse Werl zur Sparkasse SoestWerl zusammengelegt, die ihrerseits am 1. Januar 2023 mit der Sparkasse Lippstadt fusionierte.

## Geschichte
Die Sparkasse Soest wurde im Jahr 1824 als das erste Geldinstitut dieser Art in der Provinz Westfalen gegründet. Erst zwölf Jahre später folgte die Einrichtung einer Sparkasse in Arnsberg und 1838 dann in Bochum (Stadt), Hattingen und Iserlohn.
Bis zum April 1855 war die Zahl der Sparkassen im Verwaltungsbezirk der Königlichen Regierung Arnsberg auf 14 gestiegen. Mit Einlagen in Höhe von 752.826 Talern am Ende des Jahres 1854 stand die älteste unter ihnen, die Sparkasse Soest, an erster Stelle, gefolgt von den Sparkassen Dortmund (584.446 Taler) und Hamm (421.234 Taler).
Aufgrund einer Verordnung aus dem Jahr 1979 wurden die Stadtsparkasse Soest, die Sparkasse der Gemeinde Lippetal und die Sparkasse der ländlichen Gemeinden der Soester Börde zu Soest (Bad Sassendorf und Welver) zur Sparkasse Soest vereinigt. Die bislang letzte Fusion erfolgte zum 1. Januar 2003 mit der Übernahme der Sparkasse Möhnesee. Mitte 2016 begannen Gespräche über eine mögliche Fusion mit der Sparkasse Werl. Ein Jahr später, am 14. Juni 2017, wurde die Fusion der beiden Sparkassen durch die Unterzeichnung des Vertrages besiegelt, sie wurde zum 1. Januar 2018 umgesetzt. Das neue Institut trägt den Namen Sparkasse SoestWerl.

## Geschäftszahlen
Die Sparkasse Soest wies im Geschäftsjahr 2017 eine Bilanzsumme von 1,702 Mrd. Euro aus und verfügte über Kundeneinlagen von 1,401 Mrd. Euro. Gemäß der Sparkassenrangliste 2017 lag sie nach Bilanzsumme auf Rang 234. Sie unterhielt 18 Filialen/SB-Standorte und beschäftigte 282 Mitarbeiter.

## Organisationsstruktur
Die Sparkasse Soest war eine Anstalt des öffentlichen Rechts. Rechtsgrundlage war das Sparkassengesetz für Nordrhein-Westfalen, Organe waren der Vorstand, der Kreditausschuss und der Verwaltungsrat. Die zuständige Aufsichtsbehörde war die Bundesanstalt für Finanzdienstleistungsaufsicht in Bonn.

## Bezahlmodell
Neben den Kontoführungsgebühren von 3,50 Euro pro Monat, für das "Classic" Girokonto ohne Onlinebanking, erfolgte eine zusätzliche Berechnung der Mausklicks. Diese erfolgten bei Nutzung der Online-Banking-Funktionen und wurden Mitte Dezember 2016 von 1 Cent auf 2 Cent pro Klick verdoppelt.
Alternativ gab es ein Girokonto, das speziell für das Onlinebanking ausgelegt war, welches pauschale Kontoführungsgebühren in Höhe von 5,00 € pro Monat hatte.